# 2-й Дальневосточный фронт

Памятник Василевскому открыт в Хабаровске 30 сентября 2016 года, в день 121-й годовщины со дня рождения Маршала Советского Союза.

2-й Дальневосточный фронт — оперативно-стратегическое объединение в вооружённых силах СССР во время Советско-японской войны. Фронт действовал в 1945 году на Дальнем Востоке, Маньчжурии, Сахалине и Курильских островах.

## Боевые действия
Фронт был образован 5 августа 1945 года из войск и управления сформированного до войны Дальневосточного фронта на основании директивы Ставки ВГК от 2 августа 1945 года. В него вошли 2-я краснознамённая армия, 15-я армия, 16-я армия, 10-я воздушная армия, Приамурская армия ПВО, 5-й отдельный стрелковый корпус, Камчатский оборонительный район, другие отдельные части. В оперативном подчинении фронта находились также Амурская военная флотилия и Северо-Тихоокеанская военная флотилия.
9 августа фронт перешёл в наступление против японских 1-го фронта, 5-го фронта и 4-й отдельной армии на сунгарийском, цицикарском и жаохэйском направлениях. Войска фронта форсировали реки Амур и Уссури, высадили Сахалянский десант и прорвали долговременную оборону противника в районе Сахалян, преодолели горный хребет Большой Хинган. 20 августа 15-я армия фронта заняла Харбин. 2-я Краснознамённая армия вышла в район Калочжань, Лунчжень, 15-я армия в район Саньсин, а 5-й стрелковый корпус, действовавший на жаохэйском направлении, в район Боли. Японские войска не смогли оказать серьёзного сопротивления на этих участках и после 20 августа начали массово сдаваться в плен.
11 августа части 16-й армии начали наступление на Южный Сахалин и к 18 августа заняли большую его часть. В период 19 — 25 августа в портах Маока и Отомари были высажены морские (в Отомари, кроме того и воздушный) десанты. 25 августа был занят административный центр Южного Сахалина — город Тоёхара. К началу сентября последние японские части прекратили сопротивление. Однако из-за медленного наступления на Сахалине была отложена планируемая операция по высадке на японском острове Хоккайдо.
18 августа войска Камчатского оборонительного района при поддержке 128-й авиадивизии начали операцию по высадке на острове Шумшу, гарнизон которого оборонялся до 23 августа. К 28 августа были заняты другие острова северной части Курильской гряды. С 23 августа по 1 сентября советские войска заняли острова южной части гряды.
1 октября 1945 на основании директивы Ставки ВГК от 10 сентября 1945 фронт расформирован, на базе его войск и полевого управления вновь создан Дальневосточный военный округ (2-го формирования).

## Командование

### Командующий
- Генерал армии Пуркаев Максим Алексеевич (5 августа — 1 октября 1945).

### Члены Военного Совета
- Генерал-лейтенант Леонов Дмитрий Сергеевич (5 августа — 1 октября 1945);
- Генерал-майор Кудрявцев Василий Николаевич (5 августа — 1 октября 1945).

### Начальник политического управления
- Генерал-майор, с 8 сентября 1945 — Генерал-лейтенант Лукашин Пётр Тимофеевич (5 августа — 1 октября 1945).

### Начальник штаба
- Генерал-лейтенант Шевченко Фёдор Иванович (5 августа — 1 октября 1945).

### Командующий БТ и МВ
- Генерал-майор танковых войск Радкевич Николай Николаевич (5 августа — 1 октября 1945).

## Состав фронта
- 2-я Краснознамённая армия
- 15-я армия
- 16-я армия
- 10-я воздушная армия
- Приамурская армия ПВО
- 5-й отдельный стрелковый корпус
- Амурская военная флотилия
- Северо-Тихоокеанская военная флотилия
- Камчатский оборонительный район
- другие части фронта:
  - 22-й отдельный ордена Красной Звезды[1]полк связи[2]
  - ордена Красной Звезды[1](81) узел связи штаба 2-го Дальневосточного фронта

## Операции и сражения в которых участвовал фронт
- Советско-японская война
  - Сунгарийская наступательная операция
  - Южно-Сахалинская операция
  - Курильская десантная операция

## Газета
Выходила газета «Тревога». Редактор — полковник (генерал-майор авиации) Устинов Сергей Семенович (1907—1973)